# Пехбрун
Пехбрун (њем. Pechbrunn) општина је у њемачкој савезној држави Баварска. Једно је од 26 општинских средишта округа Тиршенројт. Према процјени из 2010. у општини је живјело 1.406 становника. Посједује регионалну шифру (AGS) 9377145.

## Географски и демографски подаци
Пехбрун се налази у савезној држави Баварска у округу Тиршенројт. Општина се налази на надморској висини од 560 метара. Површина општине износи 26,5 km². У самом мјесту је, према процјени из 2010. године, живјело 1.406 становника. Просјечна густина становништва износи 53 становника/km².